# 福克斯 (华盛顿州)
福克斯（英文：Forks），是美国华盛顿州克拉勒姆县下属的一座城市。根据2000年美国人口普查，该市有人口3,120人，大多从事伐木业。根据2010年美国人口普查，该市有人口3,532人。 而2011年估计该市有3,552人。 該市因附近的許多支流（fork）而命名（奎魯特河、博加奇爾河、卡拉瓦河和索爾達克河）
許多年以來，該市的經濟就一直以伐木業為主。因最近該產業逐漸衰退，福克斯不得不依靠附近的克拉勒姆灣矯正中心和克拉勒姆灣矯正中心來提供工作機會。福克斯對垂釣者們來說是非常有名的地點，他們來這附近的河流釣鮭魚和虹鱒。該市經濟也依賴奧林匹克國家公園的遊客。
該市因身為史蒂芬妮·梅爾《暮光之城系列》中的主要場景而聲名大噪。

## 外部連結
- （英文） 福克斯商會 （页面存档备份，存于）
- （英文） 福克斯官方網站 （页面存档备份，存于）
- （英文） 華盛頓大學圖書館數位收藏－太平洋西北地區奧林匹克半島社區博物館 （页面存档备份，存于） - cultural exhibits, curriculum packets and a searchable archive of over 12,000 items and documents.
  - （英文） 福克斯大火 （页面存档备份，存于） 1951年發生在福克斯的大火，燒毀了38,000英畝（150平方公里）。
  - （英文） 無國界的民族 （页面存档备份，存于） 拉丁裔在福克斯
- （英文） 中的“福克斯 (华盛顿州)”